# 그레이브스 아트 갤러리
그레이브스 아트 갤러리(Graves Art Gallery)는 잉글랜드 셰필드의 아트 갤러리이다. 이 갤러리는 셰필드 도시 중심부의 중앙도서관 위에 위치한다. 임시 전시품과 함께 도시의 역사적인 영국 및 유럽 미술품을 상시 전시하고 있다.
조지프 말로드 윌리엄 터너, 알프레드 시슬레 등 수많은 예술가의 작품들을 통해 경향과 운동을 추적할 수 있다.